# Корхонен Айно-Єлизавета Павлівна
Айно-Єлизавета Павлівна Корхонен (7 лютого 1920 — 5 січня 1990) — доярка радгоспу «Салмі» Піткярантського району Карельської АРСР, Герой Соціалістичної Праці (1971).

## Біографія
Отримала початкову освіту — 5 класів сільської школи.
З 17 років робітниця рільництва, потім доярка колгоспу «Пахарь» в с. Кавголово.
Під час війни в евакуації в Тюменській області, працювала на Аксарковському рибозаводі.
У 1947 р. переїхала в Піткярантський район Карело-Фінської РСР, доярка радгоспу «Салмі».
За рахунок впровадження передових методів праці домоглася високих надоїв молока, ініціатор створення школи роздоювання у радгоспі.
Чотириразовий учасник ВДНГ СРСР.
З 1975 р. на пенсії, проживала в с. Мійнала, де і померла у 1990 році.

## Нагороди
- Медаль «За трудову відзнаку».
- Орден Трудового Червоного Прапора
- Орден Леніна
- Герой Соціалістичної Праці